# Gerald Durrell
Gerald ('Gerry') Malcolm Durrell (n. 7 ianuarie 1925, Jamshedpur⁠(d), India Britanică, Imperiul Britanic – d. 30 ianuarie 1995, Jersey, Regatul Unit) a fost un naturalist, preocupat de conservarea naturii, un militant pentru protejarea mediului inconjurător și pentru salvarea speciilor amenințate de dispariție, un scriitor și realizator de programe de televiziune.

## Biografie
În 1928, Louise Durrell, mama lui Gerald, rămasă văduvă se întoarce din India în Anglia cu cei patru copii.
Gerald este fratele mai mic al cunoscutului scriitor englez Durrell Lawrence, autor al unor romane cunoscute printre care Cvintetul din Alexandria.
Familia a locuit în insula Corfu timp de cinci ani, prilej pentru Gerald de a-și descoperi interesul pentru zoologie. 
Încurajat de fratele lui Lawrence să transpună în cărți experiența sa din domeniul științelor naturii Gerald Durrell publică în 1953 prima sa carte The Overloaded Arch/ Arca supraîncărcată, urmată de alte 36 de titluri. 
A întreprins expediții de cercetare în Paraguay, Argentina, Sierra Leone, Mexic, Mauritius, și Madagascar.
În 1959 a pus bazele Parcului Zoologic Jersey. 